# Abdul Ahat Kharot
Abdul Ahat Kharot (* 1926 in Kabul) ist ein ehemaliger afghanischer Fußballspieler.
Sein größter Erfolg war die Teilnahme mit der afghanischen Fußballnationalmannschaft an den Olympischen Sommerspielen 1948 in London. Dort kam der Mittelfeldspieler, der bei Mahmoudiyeh FC spielte, zu einem Einsatz, bei dem das Team in der Qualifikationsrunde gegen die Mannschaft aus Luxemburg mit 0:6 unterlag und aus dem Turnier ausschied.
Sein Bruder Mohamad Anwar Kharot war ebenfalls in der Nationalmannschaft aktiv.